# حرب تيغراي
حرب إقليم التغراي هي نزاع مسلح بدأ منتصف ليل 3-4 نوفمبر عام 2020 في منطقة تغراي في إثيوبيا واستمر لعامين حتى وُقعت اتفاقية سلام إثيوبيا - تيغراي في 2 نوفمبر 2022. دارت هذه الحرب بين حكومة إقليم تغراي، بقيادة جبهة تحرير تغراي الشعبية، وقوات الدفاع الوطني الإثيوبية (إي إن دي إف) بمساعدة الشرطة الفيدرالية الإثيوبية وشرطة الولاية الإقليمية وقوات الدرك في منطقة أمهرة المجاورة ومنطقة عفر مع ذكر تورط قوات الدفاع الإريترية. وقد ارتُكبت جرائم حرب من قبل الطرفين أثناء النزاع.
دمج رئيس الوزراء آبي أحمد الأحزاب العرقية والإقليمية للجبهة الثورية الديمقراطية الشعبية الإثيوبية، التي حكمت إثيوبيا لمدة 27 عامًا، في حزب الازدهار الجديد، وذلك لإبعاد سياسات البلاد عن الفدرالية العرقية والسياسات القومية العرقية. رفضت جبهة تحرير تغراي (تي بّي إل إف) الانضمام إلى الحزب الجديد، وهي كيان قوي سياسيًا هيمن على السياسة الإثيوبية خلال السنوات الـ 27 السابقة، وزعمت أن آبي أحمد أصبح حاكمًا غير شرعي من خلال إعادة جدولة الانتخابات العامة المقرر إجراؤها في 29 أغسطس عام 2020 (والتي أجلها آبي مرتين سابقًا. كان موعد الانتخابات العادية في مايو عام 2020، قبل جائحة كورونا) إلى تاريخ غير محدد في عام 2021 بسبب جائحة كورونا. مضت الجبهة الشعبية لتحرير تغراي، بقيادة الرئيس ديبريتسيون جبريمايكل، في الانتخابات الإقليمية في تغراي في سبتمبر عام 2020 في تحدٍ للحكومة الفيدرالية، التي أعلنت أن انتخابات تغراي غير قانونية.
بدأ القتال بين الجبهة الشعبية لتحرير تغراي والحكومة الفيدرالية بهجمات 4 نوفمبر على قواعد القيادة الشمالية ومقرات قوة الدفاع الوطنية الإثيوبية في منطقة تغراي من قبل قوات الأمن المتحالفة مع جبهة تحرير تغراي وبهجمات مضادة شنتها قوات الدفاع الوطني في منطقة تغراي في نفس اليوم ووصفت السلطات ما حدث بأنه إجراءات للشرطة. استولت القوات الفيدرالية على مقلى عاصمة تغراي في 28 نوفمبر، وبعد ذلك أعلن رئيس الوزراء آبي أن عملية تغراي «انتهت». صرحت الجبهة الشعبية لتحرير تغراي في أواخر نوفمبر بأنها ستستمر في القتال حتى خروج «الغزاة». ارتُكبت عمليات قتل جماعي للمدنيين خارج نطاق القضاء خلال شهري نوفمبر وديسمبر عام 2020 في آديغرات وما حولها وفي هاجر سلام، ومخيم هيتساتس للاجئين، وهميرة، ومي كدرة، ودبري أبي، وكنيسة مريم سيون.
تضمنت مقترحات السلام وساطة الاتحاد الأفريقي في أوائل نوفمبر والتي اقترحها ديبرتسيون ورفضها آبي؛ وزار ثلاثة رؤساء أفريقيين سابقين إثيوبيا في أواخر نوفمبر؛ ثم عُقدت قمة طارئة للهيئة الحكومية الدولية للتنمية لرؤساء حكومات ودول شرق إفريقيا في أواخر 20 ديسمبر عام 2020 في جيبوتي؛ وقُدمت مقترحات السلام في 19 فبراير من قبل جبهة تحرير تغراي، وفي 20 فبراير من قبل المؤتمر الوطني لتغراي العظمى (بايتونا)، وحزب استقلال تغراي (تي أي بّي)، وسالساي وياني تغراي (إس إيه دبليو إي تي).

## الخلفية

### تاريخيًا/سياسيًا
بعد نهاية الحرب الأهلية الإثيوبية في عام 1991، أصبحت إثيوبيا دولة الحزب المهيمن تحت حكم الجبهة الثورية الديمقراطية الشعبية الإثيوبية (إي بّي أر دي إف)، وهو تحالف من الأحزاب العرقية. كان العضو المؤسس والأكثر نفوذًا هو جبهة التحرير الشعبية لتغراي، برئاسة ملس زيناوي، والذي كان رئيس وزراء إثيوبيا حتى وفاته في عام 2012.
في 2 أبريل عام 2018، أُطيح بجبهة تحرير تغراي من الحكومة الفيدرالية بسبب الاستياء المتزايد بين الناس، كرد فعل على 27 عامًا من القمع. وفي انتخابات مغلقة لرئاسة الجبهة الثورية الديمقراطية للشعب الإثيوبي، صوت أعضاء اللجنة التنفيذية من مناطق أمهرة وأورومو وشعوب قوميات الأمم الجنوبية لآبي أحمد في تحدٍ لجبهة التحرير الشعبية لتغراي، التي كانت تأمل بانتخاب شيفيرو شيغوت رئيسًا. وبعد خسارة الانتخابات والإقصاء من الحكومة الفيدرالية، انتقل مسؤولو جبهة التحرير الشعبية لتغراي إلى تغراي واستمروا بإدارة المنطقة لمدة ثلاث سنوات مع تكرار النزاع مع الحكومة الفيدرالية. وفي أحد المرات، ورد أن الإدارة الإقليمية لتغراي قد تحدت الحكومة الفيدرالية ورفضت السماح للشرطة الفيدرالية الإثيوبية باعتقال غيتاشيو آسيفا، الرئيس السابق لجهاز المخابرات والأمن الوطني في إثيوبيا والعضو التنفيذي في جبهة تحرير تغراي.
وفي 1 ديسمبر عام 2019، دمج رئيس الوزراء آبي أحمد الأحزاب العرقية والإقليمية للجبهة الثورية الديمقراطية الشعبية الإثيوبية، التي حكمت إثيوبيا لمدة 27 عامًا، في حزب الازدهار الجديد. رفضت الجبهة الانضمام إلى الحزب الجديد، وهي كيان قوي سياسيًا هيمن على السياسة الإثيوبية خلال تلك السنوات الـ 27، وزعمت أن آبي أحمد أصبح حاكمًا غير شرعي من خلال إعادة جدولة الانتخابات العامة المقرر إجراؤها في 29 أغسطس عام 2020 (والتي أجلها آبي مرتين سابقًا. كان موعد الانتخابات العادية في مايو عام 2020، قبل جائحة كورونا) إلى تاريخ غير محدد في عام 2021 بسبب جائحة كورونا.
اعتادت الجبهة الشعبية لتحرير تغراي أن تكون جزءًا من الائتلاف الحاكم الإثيوبي حتى رفضها الاندماج في حزب الازدهار عام 2019. وفي عام 2020، تصاعدت التوترات بين الحكومة وجبهة تحرير تغراي في الأشهر التي سبقت تدخل تغراي العسكري في نوفمبر. اتهم رئيس الوزراء آبي أحمد، المنحدر من منطقة أورومو، أعضاء حزب جبهة التحرير الشعبية في حكومة إقليم تغراي بتقويض سلطته. لكن على النقيض من ذلك، رأت سلطات تغراي أن رفض الاعتراف بانتخابات سبتمبر عام 2020 لبرلمان تغراي هو السبب باندلاع الصراع (الانتخابات أجلّها مجلس الانتخابات الفيدرالي بسبب جائحة كورونا في إثيوبيا، إلى جانب جميع الانتخابات في إثيوبيا). اعتبرت حكومة آبي أحمد انتخابات سبتمبر في تغراي غير قانونية. ومنعت الحكومة الفيدرالية (في مطار أديس أبابا) العديد من الصحفيين من السفر لتغطية انتخابات تغراي الإقليمية. وزادت من حدة التوتر العلاقات الجيدة بين آبي أحمد والرئيس الإريتري أسياس أفورقي، الذي لا يحظى باحترام كبير في تغراي. نُقلت وحدات النخبة الإثيوبية إلى قاعدة غيرغيرا بالقرب من أسمرة «كجزء من اتفاق أمني» بين آبي وأسياس في خطة «لإخراج الجبهة الشعبية لتحرير تغراي من الوجود»، وفقًا لوزير الدفاع الإريتري السابق، مسفين هاغوس. وفي أواخر أكتوبر، صرحت لجنة المصالحة الإثيوبية أنها كانت تحاول التوسط بين الحكومة الفيدرالية وحكومة تغراي، لكن الشروط المسبقة التي وضعها الطرفان كانت تعرقل التقدم.
مع استمرار تصاعد التوتر، منعت حكومة تغراي الجنرال المعين من قبل آبي من تولي منصبه العسكري. في اليوم السابق لهجمات القيادة الشمالية لجبهة التحرير الشعبية لتحرير تغراي في 4 نوفمبر، اقترح البرلمان الفيدرالي لإثيوبيا تصنيف الجبهة الشعبية لتحرير تغراي كمنظمة إرهابية.

## اتفاق السلام
وقعت حكومة إثيوبيا والجبهة الشعبية لتحرير تيغراي اتفاقية للسلام في 2 نوفمبر 2022، حيث اتفق الطرفان على «وقف دائم للأعمال العدائية» لإنهاء حرب تيغراي.